# Bodenkuskus
Die Bodenkuskus (Strigocuscus) sind eine Beutelsäugergattung aus der Familie der Kletterbeutler (Phalangeridae). 
Das Fell dieser Tiere ist an der Oberseite grau oder rötlichbraun gefärbt, die Unterseite ist heller. Wie bei vielen Kletterbeutlern sind der kleine, runde Kopf, die kleinen Ohren, die großen, nach vorne gerichteten Augen und das dichte, wollige Fell charakteristisch. Die ersten zwei Finger der Vorderpfoten sind opponierbar, der Schwanz kann als Greifschwanz verwendet werden. Bodenkuskus erreichen eine Kopfrumpflänge von 29 bis 38 Zentimetern, eine Schwanzlänge von 25 bis 37 Zentimeter und ein Gewicht von rund 1,1 Kilogramm.
Bodenkuskus leben auf Sulawesi (Celebes) und vorgelagerten Inseln. Sie haben damit neben den Bärenkuskus das westlichste Verbreitungsgebiet aller Beutelsäuger. Ihr Lebensraum sind vorwiegend Wälder, wo sie sich meist auf den Bäumen aufhalten. Sie sind nachtaktiv und leben möglicherweise in Paaren zusammen. Ihre Nahrung dürfte hauptsächlich aus Früchten und Blättern bestehen.
Es werden zwei lebende Arten unterschieden:
- Der Sulawesi-Kuskus (Strigocuscus celebensis) lebt auf Sulawesi und der vorgelagerten Insel Muna.
- Der Sangihe-Kuskus (Strigocuscus sangirensis) ist auf der kleinen Insel Sangihe Besar nördlich von Sulawesi endemisch.

Außerdem sind zwei ausgestorbene Arten, S. notialis und S. reidi, bekannt.
Die Systematik dieser Gattung ist umstritten. Drei weitere Arten, S. rothschildi, S. ornatus und S. gymnotis, werden heute eher in Phalanger eingeordnet, in älteren Werken findet man die ganze Gattung noch bei den Kuskus (Phalanger). Nach jüngeren Untersuchungen könnten die Bodenkuskus aber enger mit den ebenfalls auf Sulawesi vorkommenden Bärenkuskus (Ailurops) verwandt sein.

## Belege
1. 1 2  Kristofer Helgen & Stephen Jackson: Family Phalangeridae (Cuscuses, Brush-tailed Possums and Scaly-tailed Possum). Seite 486 in Don E. Wilson, Russell A. Mittermeier: Handbook of the Mammals of the World – Volume 5. Monotremes and Marsupials. Lynx Editions, 2015, ISBN 978-84-96553-99-6.